# سفارة بولندا في المملكة المتحدة
سفارة بولندا في المملكة المتحدة هي أرفع تمثيل دبلوماسي لدولة بولندا لدى المملكة المتحدة. تقع السفارة في مدينة وستمنستر وهي تهدف لتعزيز المصالح البولندية في المملكة المتحدة.

## معرض صور

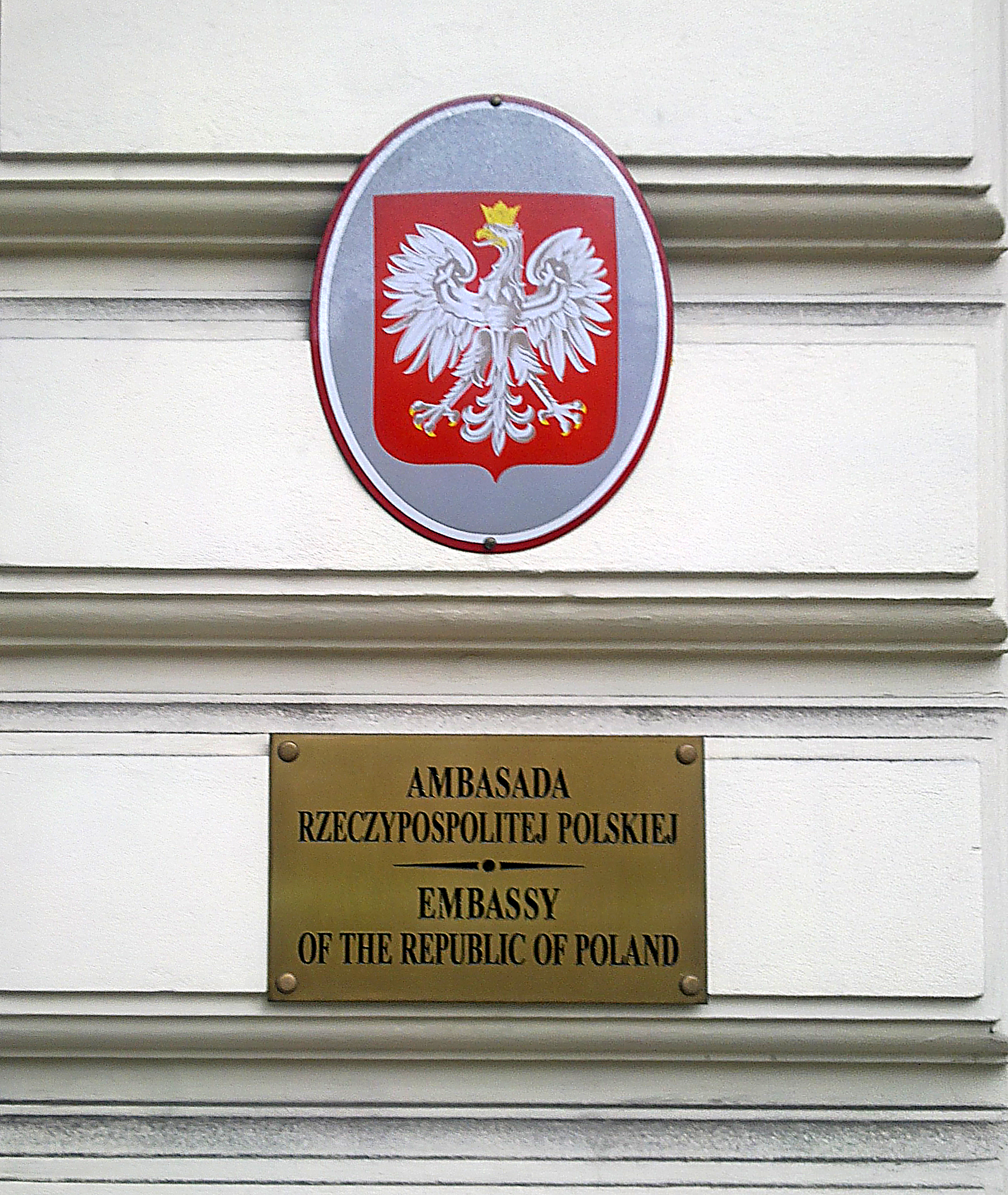
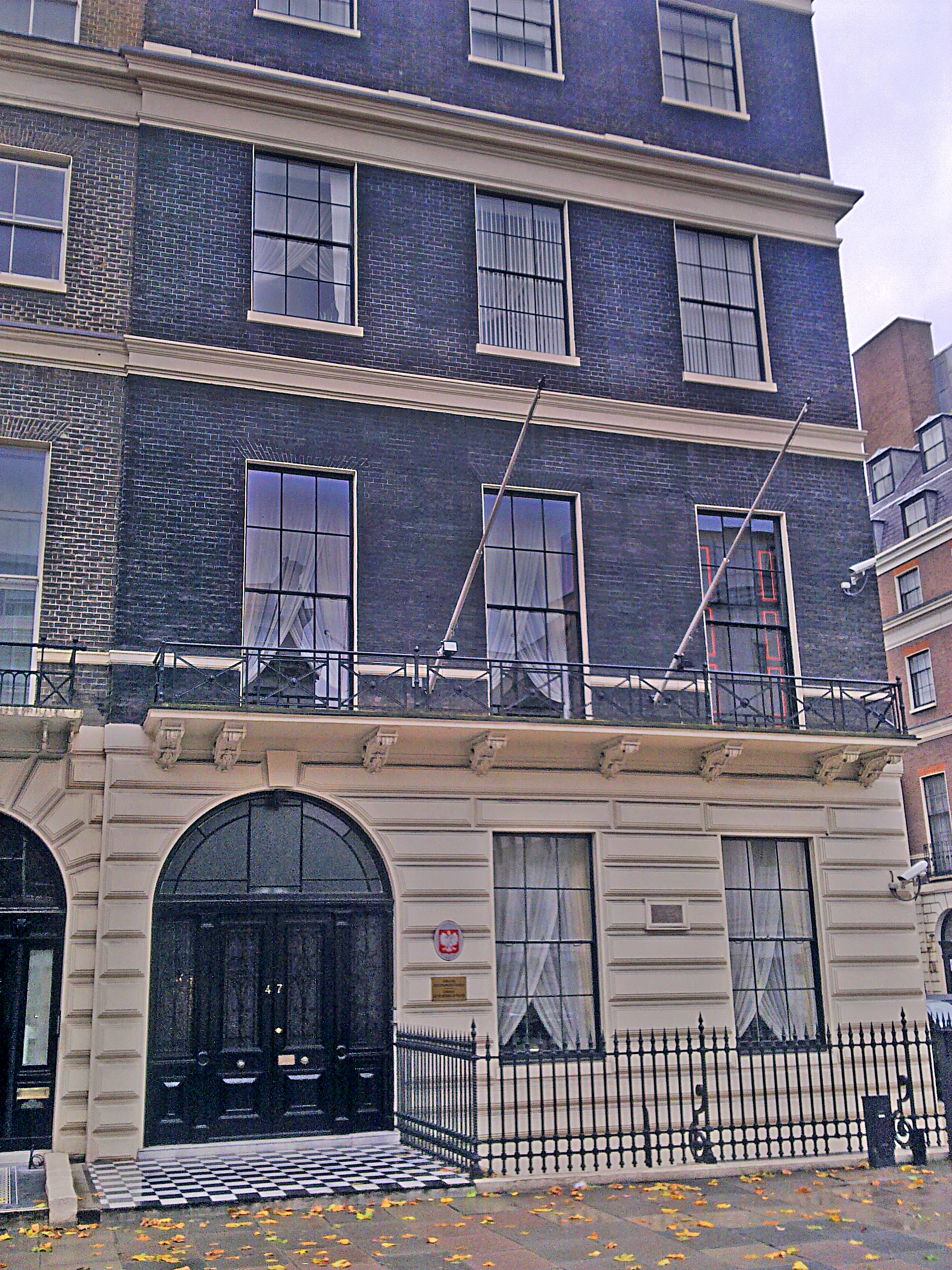

## وصلات خارجية
- الموقع الرسمي
- قائمة سفارات بولندا
- قائمة السفارات في المملكة المتحدة